# Isla Tegeler
Isla Tegeler (en alemán: Tegeler Insel, a veces llamada Hundeinsel e incorrectamente Humboldtinsel) es el nombre de una isla alemana en el Lago Tegel que posee una superficie de 0,009 kilómetros cuadrados, con 169 metros de largo y 63 metros de ancho, se encuentra deshabitada. Administrativamente es parte del estado y ciudad capital de Berlín. Fue creada artificialmente.